# Ђорђо Ђовани Цукато
Ђорђо Ђовани Цукато (итал. Giorgio Giovanni Zuccato; Пореч, 27. септембар 1761 — 25. август 1810, Гогошу) био је руски генерал, у служби руске царске војске током Наполеонових ратова, посебно истакнут по наређењима генерала Александар Суворов током похода на Италију и Швајцарску 1799. године. У јуну 1810. гроф Николај Каменски му је поверио задатак да помогне антитурску побуну у Србији коју је предводио Карађорђе Петровић.

## Биографија
Рођен је у Поречу, тада саставном делу Млетачке републике, 24. септембра 1761. године  у породици која је припадала венецијанском племству, као син  Габријела и Елизабете Морели. Са четири године поверен је брату своје мајке, Карлу Морелију (1730-1792), саветнику заједничких жупанија Горица и Градиска д'Изонцо, а самим тим постаје и поданик царице Марије Терезије од Аустрије.
Са избијањем руско-турског рата 1787. одлучио је да се пресели у Русију, ступајући следеће године у службу царице Катарине Друге са чином мајора. Године 1788, распоређен у један од најпрестижнијих пукова руске царске војске, Чугујевски пук , учествовао је у опсади Очакова, где је одликован Орденом Светог Ђорђа 4. класе.
У јуну 1810. године гроф Николај Каменски му је поверио задатак да помогне антитурску побуну у Србији коју је предводио Карађорђе. Напустио је Крајову 5. јуна и прешао Дунав 16. истог месеца, поново се ујединивши са Србима. У наредним месецима Руси и Срби опседали су Кладово и Прахово. Посебно је било битно заузимање Брзе Паланке, изузетно значајне, јер је отворила коридор директне комуникације између Мале Влашке и Србије. Одликован је Орденом Свете Ане 1. реда. Дана 20. јула и 2. августа поново је победио Турке код Прахова. Изненада је умро у Гогошу 25. августа 1810. године, као жртва експлозије гранате коју су бацили Турци.